# Mack South
Mack South és una concentració de població designada pel cens dels Estats Units a l'estat d'Ohio. Segons el cens del 2000 tenia 5.837 habitants.

## Demografia
Segons el cens del 2000, Mack South tenia 5.837 habitants, 1.919 habitatges, i 1.692 famílies. La densitat de població era de 609,1 habitants per km².
Dels 1.919 habitatges en un 40% hi vivien nens de menys de 18 anys, en un 81,8% hi vivien parelles casades, en un 4,7% dones solteres, i en un 11,8% no eren unitats familiars. En el 10,4% dels habitatges hi vivien persones soles el 5,8% de les quals corresponia a persones de 65 anys o més que vivien soles. El nombre mitjà de persones vivint en cada habitatge era de 3,04 i el nombre mitjà de persones que vivien en cada família era de 3,28.
Per edats la població es repartia de la següent manera: un 27,9% tenia menys de 18 anys, un 8,3% entre 18 i 24, un 22,4% entre 25 i 44, un 28,4% de 45 a 60 i un 13,1% 65 anys o més.
L'edat mediana era de 41 anys. Per cada 100 dones de 18 o més anys hi havia 94,9 homes.
La renda mediana per habitatge era de 80.144 $ i la renda mediana per família de 82.970 $. Els homes tenien una renda mediana de 61.739 $ mentre que les dones 36.139 $. La renda per capita de la població era de 30.926 $. Cap de les famílies i el 0,4% de la població estaven per davall del llindar de pobresa.

## Poblacions més properes
El següent diagrama mostra les poblacions més properes.